# ورخنیه لمزی
ورخنیه لمزی (به لاتین: Verkhniye Lemezy) یک منطقهٔ مسکونی در روسیه است که در باشقیرستان واقع شده‌است.